# دیوید راس لاک

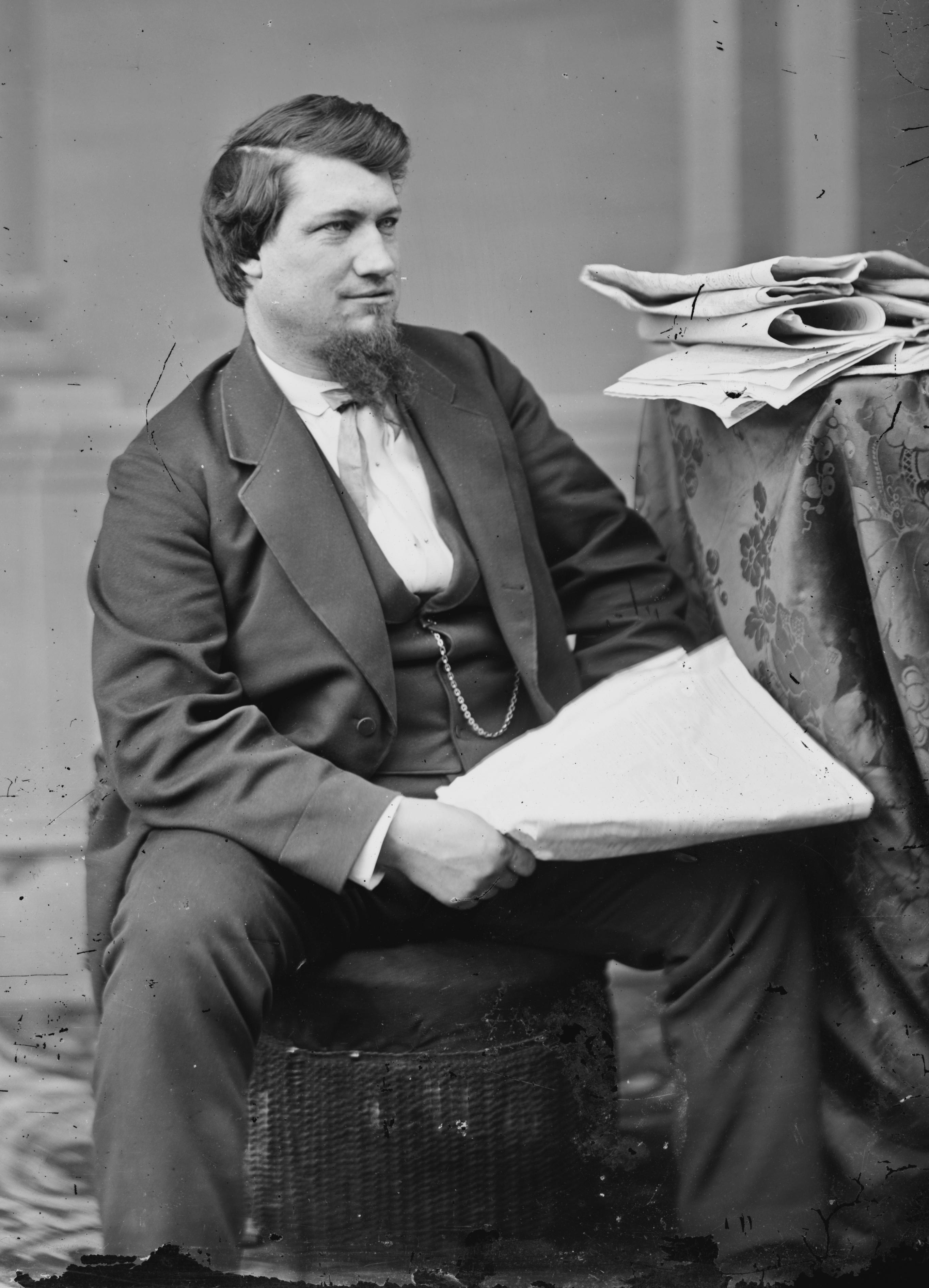
دیوید راس لاک، خبرنگار و مفسر سیاسی اهل آمریکا

دیوید راس لاک (به انگلیسی: David Ross Locke)‏ (۲۰ سپتامبر ۱۸۳۳ – ۱۵ فوریه ۱۸۸۸) خبرنگار اهل آمریکا و مفسر سیاسی در خلال و پس از جنگ داخلی آمریکا بود.